# Йенсен, Сёрен Альфред
Сёрен Альфред Йенсен (дат. Søren Alfred Jensen; 22 мая 1891, Дания — 16 мая 1978, Денвер) — датский гимнаст, серебряный призёр летних Олимпийских игр 1912 года в командном первенстве по шведской системе.